# Bauhaus (együttes)
A Bauhaus egy angol gothic rock együttes volt Northamptonból. Az együttest 1978-ban alapították. Egyik legnagyobb sikert hozó albumuk az 1981-ben megjelent Mask, amely szerepel az 1001 lemez, amit hallanod kell, mielőtt meghalsz című könyvben.

## Diszkográfia
- In the Flat Field (1980)
- Mask (1981)
- The Sky's Gone Out (1982)
- Burning from the Inside (1983)
- Go Away White (2008)

## Fordítás
- Ez a szócikk részben vagy egészben  a   Bauhaus (band) című angol Wikipédia-szócikk fordításán alapul.  Az eredeti cikk szerkesztőit annak laptörténete sorolja fel. Ez a jelzés csupán a megfogalmazás eredetét és a szerzői jogokat jelzi, nem szolgál a cikkben szereplő információk forrásmegjelöléseként.